# Skorei
Skorei románul: Scoreiu, település Romániában, Erdélyben, Szeben megyében.

## Fekvése
Alsóárpástól délnyugatra fekvő település.

## Története
Skorei nevét 1392-ben Szkore néven említette először oklevél.
1486-ban Scorei, Skorey, 1520-ban Zkorei, 1632-ben Schore, 1750-ben Szkorej, 1808-ban Szkóré, Szkorej, 1861-ben Szkoré, 1888-ban Skorei (Szkore), 1913-ban Skorei néven írták.
1637-ben Schora néven I. Rákóczi György birtoka volt.
A trianoni békeszerződés előtt Fogaras vármegye Alsóárpási járásához tartozott.
1910-ben 1228 lakosából 33 magyar, 12 német, 1182 román volt. Ebből 42 római katolikus, 504 görögkatolikus, 678 görögkeleti ortodox volt.

## Források

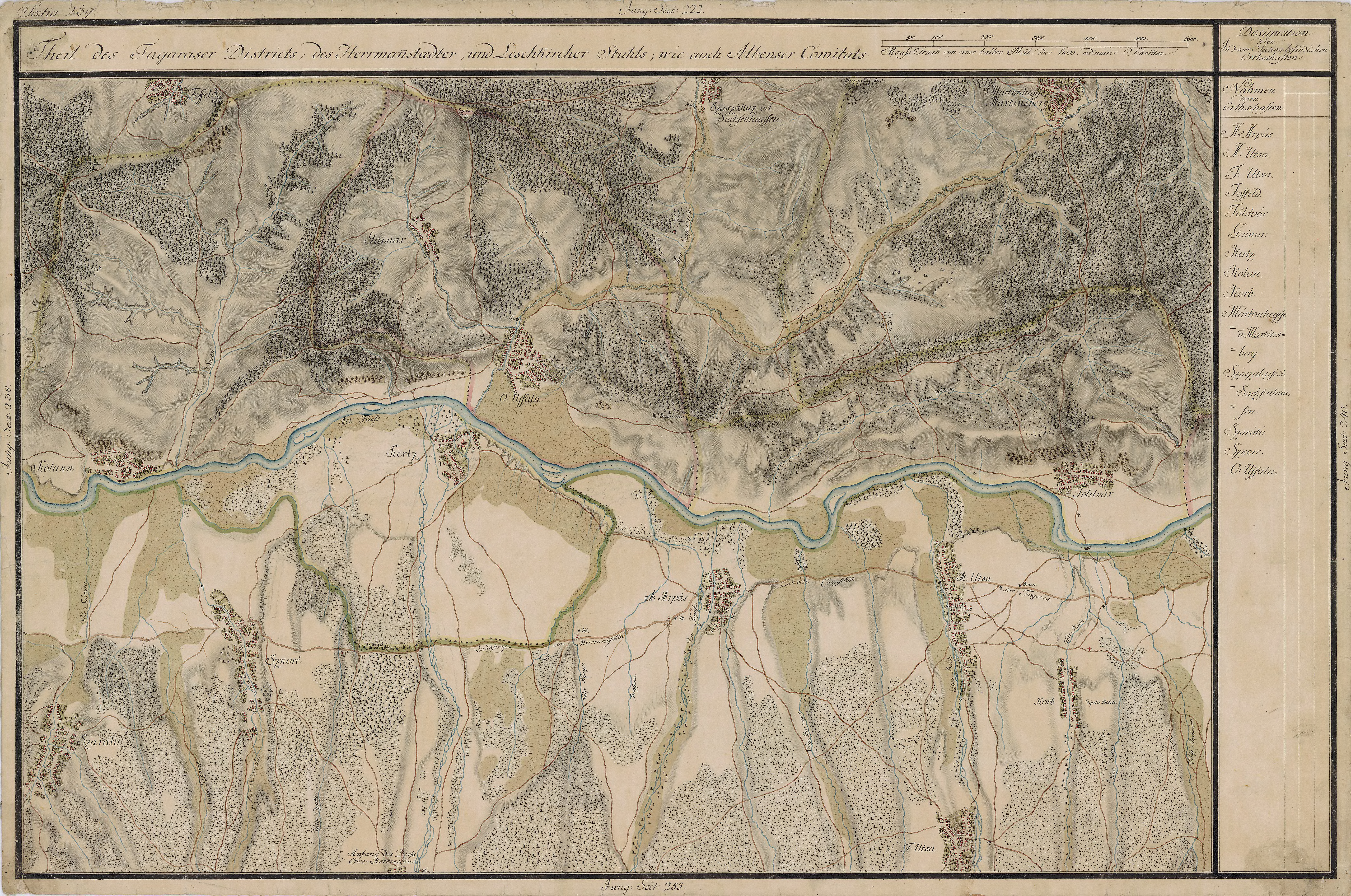
Skorei egy régi térképen